# 大頭兵系列
大頭兵系列為朱延平執導的四部電影，效法美國喜劇電影《金牌警校軍》風格。

## 主要演員
陳松勇、譚艾珍、顧寶明、陶大偉、張小燕、胡瓜、澎澎、廖峻、曾志偉、顏寧、鄭進一、呂琇菱、倪敏然

## 系列作品
- 大頭兵（1987年）
- 大頭兵2 大頭兵出擊（1987年）
- 大頭兵3 阿兵哥（1987年）
- 大頭兵上戰場：雜牌軍（1991年）